# Domotică

Diagrama a controlului unei case/locuințe automatizate

Domotica este o aplicație a calculatoarelor și roboților pentru aplicații casnice. Este un cuvânt compus din domus (latină, însemnând casă) și informatică.

## Telecomandat
Domotica țintește să integreze și să-și răspândească aplicațiile pretutindeni. O casă cu un sistem domotic instalat trebuie să aibă multe calculatoare, probabil aranjate într-un perete, pentru a permite proprietarului să controleze aplicațiile din toate părțile construcției.

## Activități automate
O casă cu un astfel de sistem instalat este capabilă să sune la poliție sau la pompieri, cu multă ingeniozitate și cu o largă varietate a plății, față de sistemele cu alarmă normală.In mod frecvent sistemele domotice trebuie să colecteze date de la diverși senzori și să facă diferite lucruri cum ar fi: ajustarea luminii și selectarea melodiilor preferate de fiecare membru al casei, atunci când ei intră sau pleacă din camera personală. Acest sistem presupune ca fiecare membru să poarte asupra lui un tag RFID, pe câtă vreme cele mai sofisticate detectează mișcarea, funcțiile vitale și multe alte caracteristici individuale.
Câteva sarcini îndeplinite de domotică:
- Controlează draperiile, ferestrele dintr-o locație, toata ziua, fără interacțiunea omului.
- Deschide sau blochează și deblochează poarta și intrarea în garaj, cu un control separat sau global.
- Controlează  instalația de aer condiționat din interiorul caselor. Prin apăsarea unui buton se poate seta încălzirea pe timp de noapte; lumina când nu ești într-o încăpere; să închidă poarta după plecare...
- Controlează sunetul și home cinema din orice cameră, utilizând butoane, tablouri sau telecomenzi.
- Asigură lumina potrivită la locul potrivit; sistemele domotice pot asigura și memora intensitatea luminoasa în funcție de preferințele persoanelor.
- Pot pregăti inteligent - grădinile prin pornirea stropitoarelor atunci când solul este prea uscat; - și alte lucrări cum ar fi cele canal; peluzele sunt udate doar atunci când este nevoie iar persoanele pot străbate peluzele fără frica că pot fi udate.
- Pot aprinde lumina doar atunci când o persoana este prin preajmă(uneori cu rol de alarmă).
- Detectarea scurgerilor, detectoare de fum și CO[2][3]
- Bucatarie inteligentă, cu inventar frigider, programe de gătit prefabricate, supraveghere gătit etc.

## Dezavantaje
Un dezavantaj al caselor ce au sistem domotic instalat este că aceste sisteme sunt scumpe. Unele sisteme pot fi extrem de scumpe atunci când sunt instalate. Există însă și posibilitatea ca sistemele să cedeze și să lase casele fără încălzire și fără o iluminare corespunzătoare. Aceste inconveniente pot fi îndepărtate prin folosirea unor tehnici și tehnologii de siguranță.

## Sisteme inteligente
Cel mai mare potential al acestor sisteme este faptul ca pot suporta aplicații ale programelor de calculator ce pot presta ceea ce este numit cale "inteligentă".Acestea implică programe logice ce pot memora diferite variabile cum ar fi temperatura, timpul etc. 
Exemplu: Deschide lumina in bucătărie dacă intensitatea luminoasă este prea mică atunci o persoană este prezentă sau închide lumina din bucătărie dacă este aprinsă atunci când persoana părăsește încăperea.
Pe viitor va fi aplicat ceea ce se numește Inteligență artificială. Sistemele vor fi capabile sa "pregătească" un cadru adecvat atunci când o persoană este în casa.
Exemplu: Daca o persoană este prea supărată atunci sistemul va crede ca puțină muzică o va înveseli.

### Organizații
- CENELEC
- MIT AgeLab.
- DLNA

### Standarde
- X10.
- C-Bus.
- CEBus.
- INSTEON.
- KNX or EIB
- ZigBee.
- Z-wave
- DECT.
- Tebis.
- UPNP.